# 恩特林登博物館

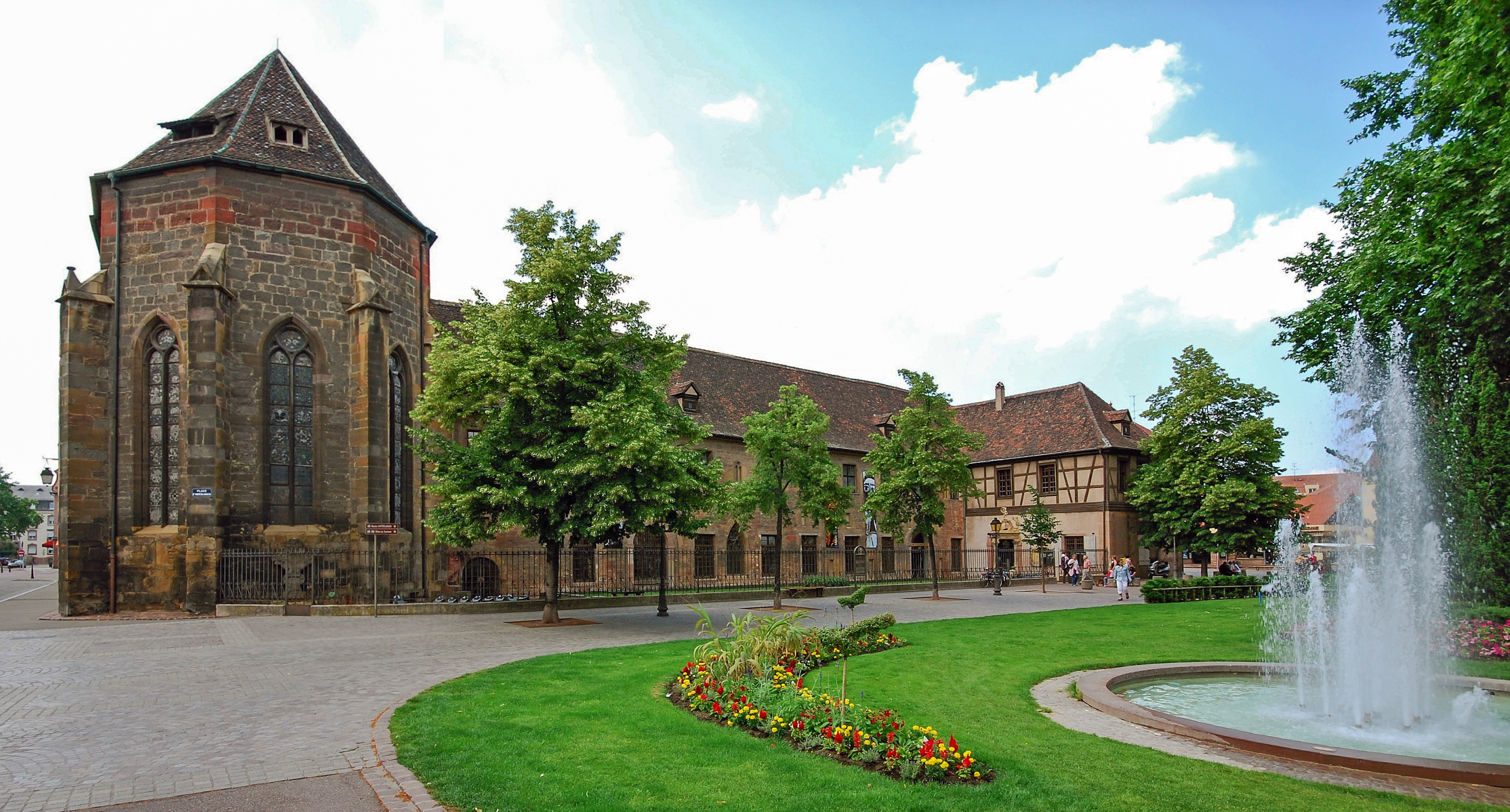
恩特林登博物館

恩特林登博物館（法語：Musée d'Unterlinden) 是位於法國阿爾薩斯大區城市科爾馬的一座博物館。現在恩特林登博物館是法國法蘭西島大區以外地區參觀人數最多的博物館之一。博物館成立於1849年。博物館是阿爾薩斯地區遊客最多的博物館。

## 外部連結
- Official website （页面存档备份，存于）
- Unterlinden Museum on musees-alsace.org
- Unterlinden Museum on the Colmar Tourist Office （页面存档备份，存于）

48°04′47″N 7°21′20″E / 48.07972°N 7.35556°E